# Kenny Rogers (beisebolista)
Kenneth Scott Rogers (nascido em 10 de novembro de 1964) é um ex-jogador profissional de beisebol da Major League Baseball (MLB) que atuou como arremessador canhoto. Durante sua carreira de 20 anos, arremessou de 1989 até 2008 por seis equipes diferentes. Venceu a World  Series de 1996 com o New York Yankees contra o time de sua cidade natal, o Atlanta Braves e jogou a World Series de 2006 com o Detroit Tigers. Venceu o prêmio Gold Glove Awards cinco vezes e arremessou o décimo quarto jogo perfeito na história das grandes ligas. Em 2008, era o jogador mais velho na American League.
Rogers é algumas vezes apelidado de "The Gambler", em referência à canção The Gambler famosa na voz do cantor homônimo Kenny Rogers.

## Jogo perfeito
Rogers arremessou o décimo quarto jogo perfeito na história do beisebol em 28 de julho de 1994 jogando pelo Texas Rangers contra o California Angels (o último no-hitter na história dos Rangers até o momento e o único jogo perfeito na história da franquia). Logo após sua façanha, Rogers apareceu no programa da  ABC, Good Morning America em 29 de julho de 1994, e no programa da CBS, Late Show with David Letterman em 1º de agosto de 1994. O catcher do jogo perfeito de Rogers foi Iván Rodríguez, que em junho de 2007 foi também o catcher do no-hitter de Justin Verlander do Detroit Tigers, ambos companheiros de equipe de Rogers na época. O jogo aconteceu exatamente três anos depois do último jogo perfeito, arremessado por Dennis Martínez do Montreal Expos em 28 de julho de 1991.

### Artigos
- Rogers claims another 2006 honor: Detroit fans name pitcher King Tiger[ligação inativa]
- Kenny Rogers wins 5th overall Gold Glove
- Re-inventing Kenny Rogers
- Series win is last stop in great ride
- Rogers morphs from postseason dud to stud at 41
- At 41, Rogers tastes playoff champagne
- Rangers gambled on Rogers; 190 wins later, he's a Tiger
- Questions linger over substance on Rogers's hand

### Áudio
- Kenny Rogers on pitching before a hostile crowd